# Gránulos de nieve

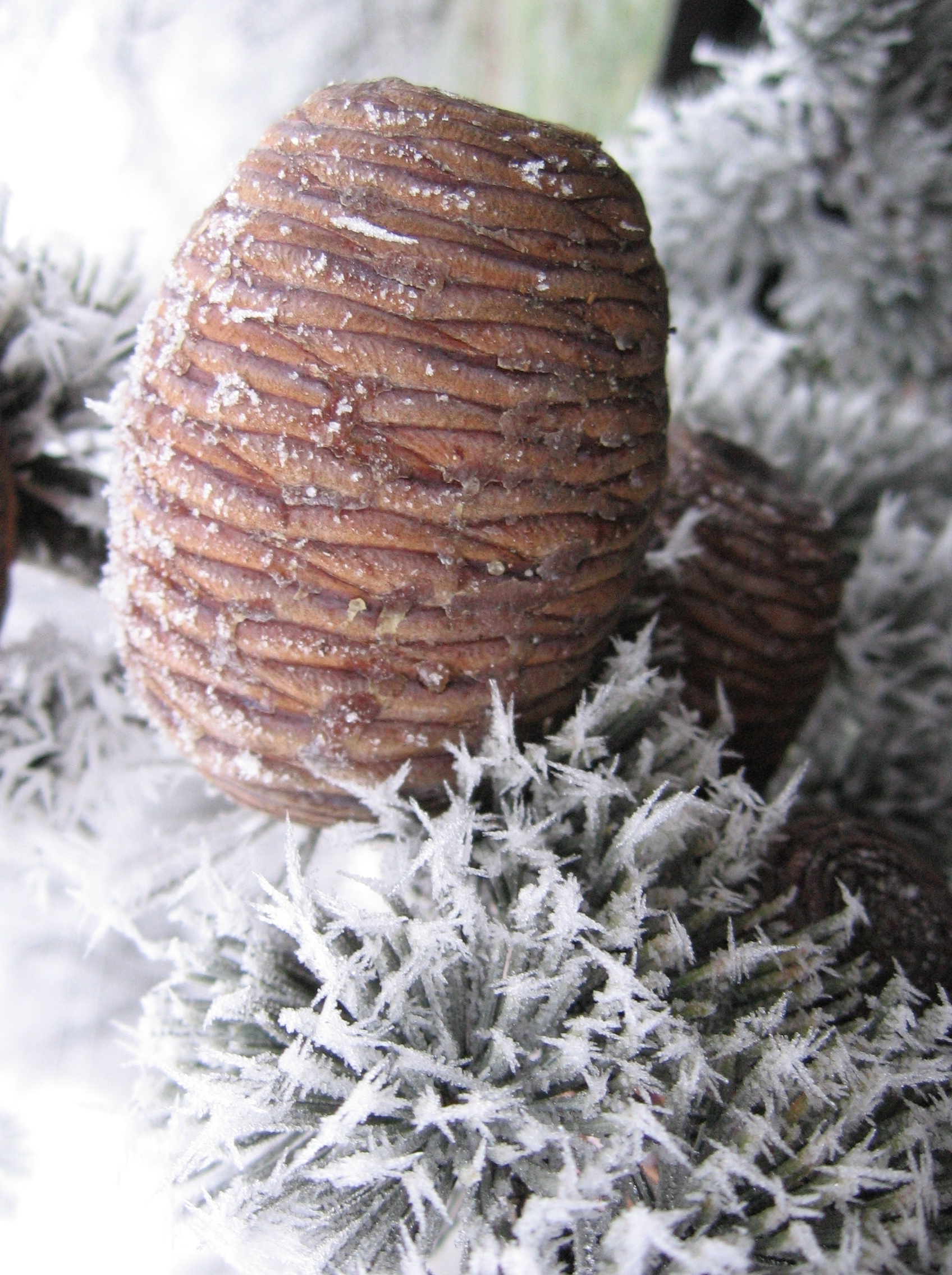
Gránulos de nieve

Se denomina como gránulos de nieve (o cinarra) a un tipo de precipitación de cristales de hielo  opacos, aplanados o en forma de aguja con diámetros inferiores a 1 mm. Se forma cuando hay una alta humedad en el ambiente y el punto de rocío está por debajo de la temperatura de congelación; por ejemplo, en presencia de niebla a temperaturas menores de 0 °C. Las gotas en estado de subfusión se congelan rápidamente, formando cristales diminutos opacos.

## Diferencias con otros hidrometeoros
Se suele describir como un hidrometeoro entre la nieve y el granizo o como una llovizna de hielo. Se precipita mucho más rápido que la nieve y no presenta la forma en prismas o estrellas. En comparación con el granizo, los gránulos de nieve son mucho más blandos y no rebotan contra las superficies. A veces se denomina también cellisca, pero los granos de hielo de la cellisca se distinguen por ser algo mayores, traslúcidos en lugar de opacos y no aplastarse con tanta facilidad como los gránulos de nieve. También se conoce a la cinarra como cencellada blanca, que presenta un aspecto semejante y se forma en parecidas condiciones meteorológicas, pero por contacto con objetos, por lo que no se considera como precipitación.